# Raquel Tavares
Raquel Tavares (Lisbona, 11 gennaio 1985) è una cantante portoghese di fado.
Raquel (2016) e il suo album del 2017 sono distribuiti dalla Sony.

## Discografia
Album in studio
- 1999 - Porque Canto Fado
- 2006 - Raquel Tavares
- 2008 - Bairro
- 2016 - Raquel
- 2017 - Roberto Carlos Por Raquel Tavares - Do Fundo Do Meu Coração